# Tešica
Tešica (cyr. Тешица) – wieś w Serbii, w okręgu niszawskim, w gminie Aleksinac. W 2011 roku liczyła 1717 mieszkańców.